# بات هايز
بات هايز (بالإنجليزية: Pat Hays)‏ هو محامي وسياسي أمريكي، ولد في 8 يناير 1947 في نورث ليتل روك في الولايات المتحدة. حزبياً، نشط في الحزب الديمقراطي. وقد انتخب عضو مجلس نواب أركنساس.